# Jean Ragnotti
Jean Ragnotti (Carpentràs, França; 29 d'agost de 1945), apodat Jeannot, és un pilot de ral·lis francès, actualment retirat. Durant la seva llarga carrera, estretament lligada a la marca Renault, va aconseguir esdevenir un pilot de culte pel seu estil de conducció i carisma. També realitzà d'especialista de cinema per escenes amb vehicles. Guanyà el Campionat de França de Ral·lis els anys 1980 i 1984.

## Trajectòria
Ragnotti debuta al món dels ral·lis l'any 1969 al volant d'un Opel Kadett Rallye, disputant proves d'àmbit francès. L'any següent ja disputaria algunes proves del Campionat d'Europa, així com el Ral·li de Monte-Carlo dins del campionat per marques precursos del Campionat Mundial.
Posteriorment estigué uns anys compaginant els ral·lis amb altres competicions automobilístiques de circuit, com les 24 hores de Le Mans. L'any 1976 fitxa per l'equip Renault, una relació que durarà la resta de la seva carrera, a partir d'aleshores centrada principalment en els ral·lis.
De la mà de Renault esdevé un dels pilots habituals de les proves del Campionat Mundial de Ral·lis amb les diferents versions i evolucions del Renault 5. Entre les seves fites cal destacar la conquesta, copilotat pel seu compatriota Jean-Marc Andrie, del Ral·li Monte-Carlo de 1981, imposant-se als Audi Quattro, amb la seva innovadora tracció total, molt superiors tècnicament. L'any següent, tornaria a regnar sobre l'asfalt dins del Mundial, guanyant el Tour de Còrsega de 1982, una victòria que reeditaria al 1985, en aquesta ocasió amb la versió Maxi Turbo. Paral·lelament als seus èxits al Campionat Mundial, també guanyaria el Campionat de França de Ral·lis dels anys 1980 i 1984.
A partir de l'any del 1986 el cotxe utilitzat per Ragnotti seria el Renault 11, arribant a finalitzar en segona posició el Ral·li de Portugal com a resultat més destacat dins del Mundial de Ral·lis.
Posteriorment, des del 1988, es limitaria a disputar proves de ral·li franceses, tant del Campionat de França com d'Europa, canviant la montura del seu cotxe per un Renault Clio a partir de 1991, amb el qual acabaria tercer al campionat francès de 1991 i subcampió al de 1992.
L'any 1996 canvia el Renault Clio per un Renault Mégane en la que serà la seva darrera temporada completa com a pilot de ral·lis. A partir d'aleshores, participa habitualment en exhibicions, demostrant el seu acrobàtic i espectacular estil de pilotatge, conduint sempre vehicles Renault.

## Victòries al WRC
|   | Ral·li                | Any  | Copilot          | Vehicle              |
| - | --------------------- | ---- | ---------------- | -------------------- |
| 1 | Ral·li de Monte-Carlo | 1981 | Jean-Marc Andrie | Renault 5 Turbo      |
| 2 | Tour de Còrsega       | 1982 | Jean-Marc Andrie | Renault 5 Turbo      |
| 3 | Tour de Còrsega       | 1985 | Gilles Thimonier | Renault 5 Maxi Turbo |